# Klisza siatkowa
Klisza siatkowa, klisza rastrowa – element stosowany niegdyś w druku typograficznym (czyli wypukłym) do drukowania obrazów wielotonalnych metodą rastra. Pojęcie jest dość mylące (aczkolwiek jest to termin oficjalny), gdyż nie była to klisza (w potocznym znaczeniu fotograficznym), lecz element metalowy w postaci płytki, na którą obraz drukowy w postaci rastra został naniesiony metodą optyczną, a następnie elementy niedrukujące zostały wytrawione chemicznie. Tak więc kliszę w takim rozumieniu tego terminu można uważać za odpowiednik czcionki, ale nie dla znaków pisarskich, lecz dla obrazów rastrowych.
Odpowiednikiem kliszy siatkowej dla obrazów całotonalnych jest klisza kreskowa.